# 张厚 (山西)
张厚，山西省交城县人，曾任邵阳地委副书记、代理书记（1966年7月-1968年2月），1968年4月任湖南省革命委员会常委，后任中共长沙市委书记、长沙市革命委员会第一副主任。1977年3月被省委宣布离职审查。1982年被逮捕，判处有期徒刑八年，剥夺政治权利二年。